# Carl Voß (Politiker)

Carl Voß

Carl Voß (auch Karl Voß; * 19. August 1897 in Rüstringen; † 13. Februar 1969 in Berlin) war ein deutscher Politiker (NSDAP).

## Leben und Wirken
Nach dem Besuch der Volksschule in Wilhelmshaven absolvierte Carl Voß eine Mechanikerlehre auf einer Marinewerft. Von September 1916 an nahm er am Ersten Weltkrieg teil, in dem er als Musketier an der West- und Ostfront kämpfte.
1927 trat Voß in die NSDAP ein (Mitgliedsnummer 69.281). 1929 übernahm er die Führung der NSDAP-Ortsgruppe in Fedderwarden. Dort wurde er auch Mitglied des Gemeinderates, in dem er die NSDAP-Fraktion anführte.
Im August 1934 übernahm Voß das Amt des Wehrkreisobmann der Deutschen Arbeitsfront (DAF) mit Zuständigkeit für die Abteilung Wehrmacht bei der Marinestation der Nordsee. Im März 1935 übernahm er zusätzlich die Zuständigkeit für die Marinewerft Wilhelmshaven. Ab Anfang August 1941 leitete er das Amt Kriegsmarine in der DAF.
Von März 1936 bis zum Ende der NS-Herrschaft im Frühjahr 1945 saß Voß als Abgeordneter für den Wahlkreis 14 (Weser-Ems) im nationalsozialistischen Reichstag.